# Benjamin Ljungquist
Benjamin Ljungquist, född omkring 1685, död 7 januari 1742, var en svensk borgmästare, riksdagsledamot och politiker.

## Biografi
Benjamin Ljungquist föddes omkring 1685. Han var son till mönsterskrivaren vid livregementet Sven Ljungquist (död 1720) och Sigrid Kalm. Ljungquist arbetade som kronofogde och blev 1727 borgmästare i Eksjö. Han avled 1742.
Ljungquist var riksdagsledamot för borgarståndet i Eksjö vid riksdagen 1731, riksdagen 1734 och riksdagen 1738–1739.

### Familj
Ljungquist var gift med Margareta Ekeberg.